# Laternaria delessertii
Laternaria delessertii är en insektsart som först beskrevs av Gutrin-mtneville 1840.  Laternaria delessertii ingår i släktet Laternaria och familjen lyktstritar. Inga underarter finns listade i Catalogue of Life.